# Rezerwat przyrody Załamanek

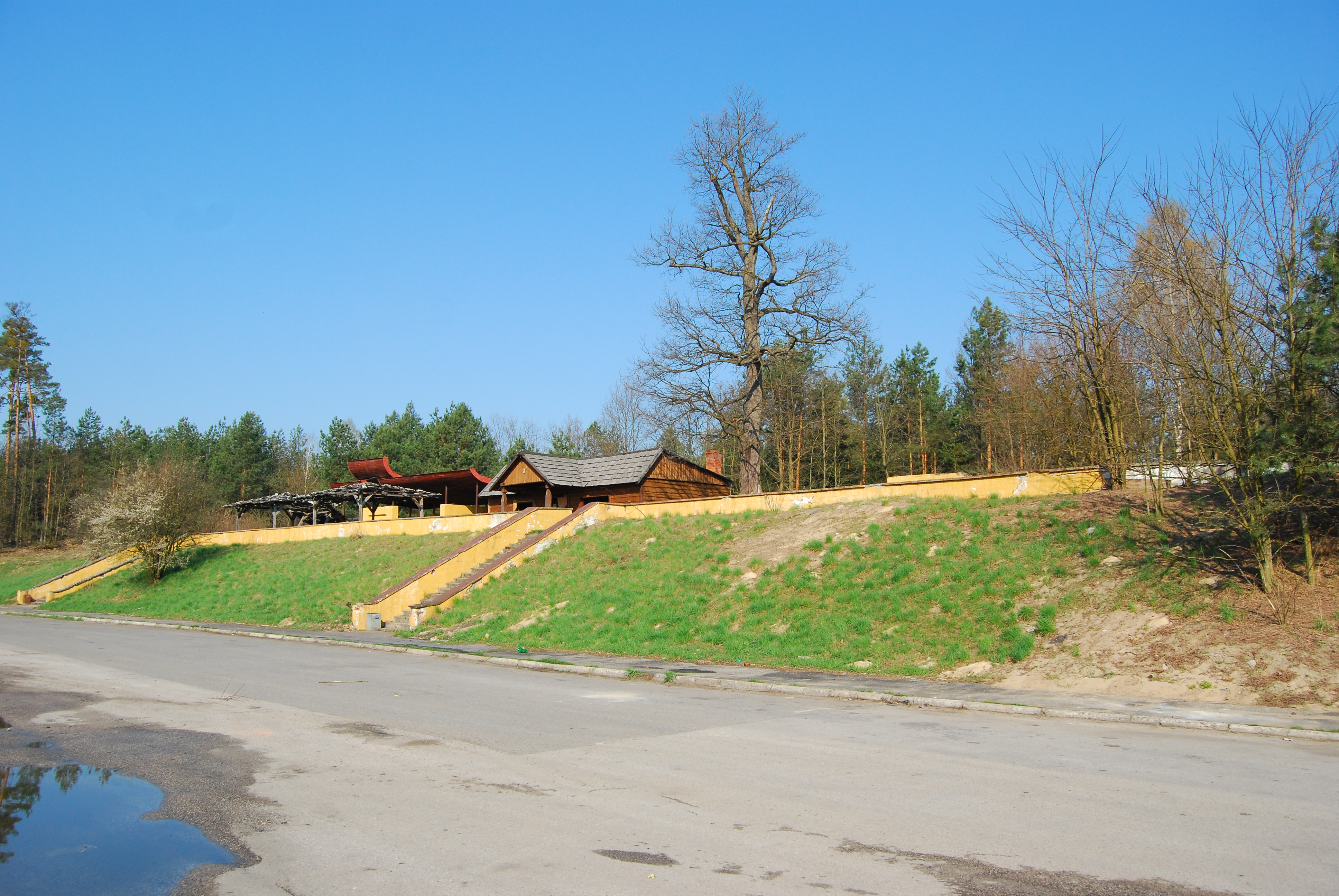
Parking przy rezerwacie Załamanek

Rezerwat przyrody Załamanek – leśny rezerwat przyrody utworzony w 1982 roku, położony w środku kompleksu Puszczy Kozienickiej wzdłuż drogi wojewódzkiej nr 737 Radom – Kozienice po jej północnej stronie, 2,5 km na północny zachód od Pionek. Leży w granicach Kozienickiego Parku Krajobrazowego.
Powierzchnia rezerwatu wynosi obecnie 77,96 ha (akt powołujący podawał 74,99 ha). Obszar rezerwatu podlega ochronie czynnej.
Rezerwat utworzono w celu ochrony zachowanych w naturalnym stanie dość rzadkich w puszczy zbiorowisk łęgowych. Na bardzo zróżnicowanych glebach wykształciły się tu typy siedliskowe lasu: ols, ols jesionowy, las mieszany, las wilgotny, las świeży. Dominują tu drzewostany olszowe, jodłowe, sosnowe, świerkowe z domieszką dębu szypułkowego, jesionu wyniosłego, wiązu, jawora, brzozy i osiki. Bardzo bogata jest roślinność zielna rezerwatu. Występują tu m.in. czosnek niedźwiedzi, gwiazdnica gajowa, zawilec żółty, lilia złotogłów, orlik pospolity i wawrzynek wilczełyko. W rezerwacie gniazdują bardzo rzadkie gatunki ptaków: orlik krzykliwy, kszyk, krogulec, trzmielojad, bocian czarny, jastrząb, myszołów, słonka i brodziec samotny.
Z terenu rezerwatu wypływa strumyk Ostrownica, lewobrzeżny dopływ Leniwki. Sam rezerwat jest trudno dostępny ze względu na licznie występujące tu bagna.